# Stazione di Kurami
La stazione di Kurami (倉見駅?, Kurami-eki) è una stazione ferroviaria situata nella cittadina di Samukawa, appartenente al distretto di Kōza della prefettura di Kanagawa, e serve la linea Sagami della JR East.

## Linee
JR East
■ Linea Sagami

## Struttura
La stazione è dotata di una banchina a isola con un due binari passanti in superficie.
| 1 | ■ Linea Sagami |  | per Samukawa e Chigasaki                                           |  |
| 2 | ■ Linea Sagami |  | per Atsugi, Ebina, Kamimizo, Hashimoto e Hachiōji (linea Yokohama) |  |

## Stazioni adiacenti
| «            | Servizio     | »             |
| Linea Sagami | Linea Sagami | Linea Sagami  |
| ------------ | ------------ | ------------- |
| Miyayama     | Locale       | Kadosawabashi |